# Daniel Rau
Daniel Rau (* 8. September 1982 in Kaufbeuren) ist ein deutscher Eishockeyspieler, der aktuell beim ESC Kempten unter Vertrag steht.

## Karriere
Rau begann seine Karriere beim ESV Kaufbeuren in der Saison 1999/2000, mit dem er sowohl noch im gleichen Jahr in die Oberliga, als auch nach zwei weiteren Spielzeiten in die zweite Bundesliga aufstieg. Durch den schnellen sportlichen Erfolg der Mannschaft machte der Verteidiger auf sich aufmerksam und wurde zur Spielzeit 2003/04 von den Augsburger Panthern aus der Deutschen Eishockey Liga verpflichtet, für die er in drei Spielzeiten über 150 DEL-Spiele bestritt.
Während seiner Teamzugehörigkeit bei den Panthern half er seinem alten Verein aus Kaufbeuren aufgrund der Förderlizenzregelung in deren Play-down-Spielen aus. Rau wurde in seiner sportlich erfolgreichsten Zeit im Jahre 2004 für die Teilnahme am DEL All-Star-Game nominiert und schaffte es ebenso unter dem damaligen Bundestrainer Hans Zach, ein Länderspiel zu bestreiten.
Mit dem Abstieg der Kassel Huskies aus der höchsten deutschen Spielklasse 2006 wechselte der gebürtige Bayer zu den Nordhessen. Der in dieser Zeit aktive Co-Trainer Fabian Dahlem, der ein Jahr zuvor ebenfalls aus Kaufbeuren nach Kassel gekommen war, hatte an Raus Verpflichtung einen großen Anteil. In den folgenden beiden Spielzeiten dominierte Rau mit den „Schlittenhunden“ die zweite Bundesliga und gewann in der Saison 2007/08 den Zweitliga-Meistertitel, mit dem die Kassel Huskies sich sportlich wieder für die DEL qualifizierten. Trotz des Erfolges in Kassel zog es Rau erneut in seine Geburtsstadt, für die er in der Spielzeit 2008/09 auflief.
Für die Saison 2009/10 verpflichteten die Eispiraten Crimmitschau aus der 2. Eishockey-Bundesliga den Verteidiger, bei denen er vier Jahre seine Schlittschuh schnürte.
Anschließend wechselte er in die Oberliga Süd zu den Icefighters Leipzig, wo er in der Saison 2014/15 zum besten Abwehrspieler der Liga gekürt wurde.
Zur Saison 2015/16 schloss er sich dem ERC Sonthofen in der Oberliga Süd an, bei denen er nach vier Spielzeiten 2019 aus beruflichen gründen zum ESC Kempten wechselte.

## Erfolge und Auszeichnungen
- 2004 Teilnahme am DEL All-Star Game